# Quantum XXL
A Quantum XXL egy főleg hiphop stílusban táncoló héttagú táncegyüttes. A 2012-ben indult Csillag születik negyedik szériájában bekerültek a döntőbe. Tagjai a Black Time Hip-Hop Tánciskola tanárai. 2012-ben a Facebook nevű közösségi oldalon a csapat nevével egy fiatal visszaélt, úgy, hogy a csapat nevében hozott létre oldalt, s az oldalon keresztül Quantum XXL-es pólókat kezdett árulni, ezzel anyagilag meg akarta károsítani a Quantum XXL rajongóit. A Quantum XXL nem tett feljelentést a fiatal ellen.

## Tagok

### Bedő Gábor - Bratyó
1989. március 24-én született.
A Csillag Születikből jól ismert Quantum XXL oszlopos tagja.
Több mint egy éve dolgozik SP -Éder Krisztián- háttértáncosaként. Számos videóklipben tűnt fel táncosként és különböző show-k szereplője, mint pl. Árkád Divat show, Lisap hajshow. 2010-es VIVA ID egyik reklámarca és ugyanebben az évben egy Izraeli tévétársaság is kiválasztotta reklámfilmjükbe táncosnak. 2011-ben a VII. Big Bang nemzetközi hiphop táncverseny 1. helyezett csapatának tagja, valamint az Európa Bajnok és a Világbajnoki bronzérmes PROJECT táncosa.

### Bedő István - Steve
1989. március 24-én született.
A Csillag Születikből jól ismert Quantum XXL oszlopos tagja!
Amióta megtette élete első lépéseit ritmusra a parkettán, a tánc a szenvedélye. Azóta mondhatni, hogy a Black Time Hip Hop Tánciskola a második otthona. Jelenleg SP háttértáncosa. Számos videóklipben szerepelt előadóművész (popsztárok) mögött, valamint sokat dolgozott együtt a Csillag Születikben felfedezett Bad Boyzzal. Reklámfilmek és divatshow-k szereplője. 2011-ben a VII. Big Bang nemzetközi hiphop táncverseny 1. helyezett csapatának tagja, valamint az Európa Bajnok és a Világbajnoki bronzérmes PROJECT táncosa.

### Hartmann Gábor
1977. december 9-én született.
A Csillag Születikből jól ismert Quantum XXL koreográfusa és oszlopos tagja! A Testnevelési és Sporttudományi Kar Továbbképző Intézetében szerzett táncoktatói bizonyítványt. A Magyar Divat- és Sporttánc Szövetség kétszeresen nívódíjjal kitüntetett táncpedagógusa. Az Európa- és kétszer Világbajnok Black Time hiphop tánccsoport vezető koreográfusa. 2006-ban és 2012-ben a Magyar Táncművészeti Főiskola divattánc szakán tartott street dance tréninget. Koreográfiái versenyeken, musical produkciókban, televízióban és workshopokon világszerte láthatók. 2010-ben két csapatnak is koreografált az USA-ban. 2010/2011-ben a VI. és VII. Big Bang nemzetközi hiphop táncverseny 1. helyezett csapatának tagja és koreográfusa. Az Európa Bajnok PROJECT táncosa és koreográfusa. A 2011–2012-es ÁRKÁD divat show társkoreográfusa.

### Horváth Zoltán
1982. február 26-án született.
A Csillag Születikből jól ismert Quantum XXL oszlopos tagja!
2002.óta a Blt crew tagja. 2005-2006-ban főként a kezdők és középhaladók képzését biztosította. 2007-től a Black Time tánciskola haladó és versenyző csoportjának is az edzője és koreográfusa. Magyarország számos tánciskolájában és táboraiban tart workshopokat és kurzusokat. 2009 tavaszán felkérést kapott egy nagyszabású romániai versenyen való zsűrizésre. Szalagavatók és különböző rendezvények évről évre meghívott koreográfusa. 2010–2011-ben a VI. és VII. Big Bang nemzetközi hiphop táncverseny 1. helyezett csapatának tagja, valamint az Európa Bajnok és a Világbajnoki bronzérmes PROJECT táncosa.

### Karvaly Róbert
1987. május 15-én született.
A Csillag Születikből jól ismert Quantum XXL oszlopos tagja!
A Magyar Táncművészeti Főiskola hallgatója. 2006. Tokió, Japánban az exkluzív Key2icon táncosa. Szerepelt színházi és televíziós műsorokban. Szalagavató táncok koreográfusa több évre visszamenőleg. A Black Time tánciskola fellépőcsoportjának tagja, valamint a BLT tatabányai csoportjainak vezető koreográfusa. 2010–2011-ben a VI. és VII. Big Bang nemzetközi hiphop táncverseny 1. csapatának tagja, valamint az Európa Bajnok és a Világbajnoki bronzérmes PROJECT táncosa.

### Katona Péter
1991. július 19-én született.
A Csillag Születikből jól ismert Quantum XXL oszlopos tagja! 
2008 óta a BLT CREW tagja. Számos hazai és külföldi verseny dobogós helyezettje csapatban illetve egyéniben. 2010-es VIVA ID egyik reklámarca és ugyanebben az évben egy Izraeli tévétársaság is kiválasztotta reklámfilmjükbe táncosnak. 2011-ben a SZIGET FESZTIVÁLON bemutatott 'Toyboyz' varieté show táncosa.  2010–2011-ben a VI. és VII. Big Bang nemzetközi hiphop táncverseny 1. helyezett csapatának, valamint az Európa Bajnok és a Világbajnoki bronzérmes PROJECT táncosa. A 2011-es X-faktor tánckarának tagja. Fontosnak tartja, hogy tánctanárként is képezze magát, ezért hazai és külföldi workshopok rendszeres résztvevője.

### Páhy Zoárd
1990. december 28-án született. A Testnevelési Egyetem hallgatója.
2008 óta a Black Time Crew tagja. 2010-ben a VI. Big Bang nemzetközi hiphop táncverseny 1. helyezett csapatának tagja, valamint az Európa Bajnok és a Világbajnoki bronzérmes PROJECT táncosa. Szerepelt a 2012 tavaszi Árkád divatbemutatón és számos táncfesztiválon.

## Érdekesség
- Quantum XXL néven létezik egy devizakereskedő cég, ami több milliárdos veszteséget okozott a magyar károsultaknak.[5][6]